# Богданов, Иван Стефанов
Ива́н Сте́фанов Бо́гданов (7 мая 1929, Габрово — 26 апреля 2017, София) — болгарский художник, график, иллюстратор, дизайнер.

## Биография
Родился 7 мая 1929 г. в Габрово. Среднее образование получил в 1947 году в Априловской гимназии. Окончил Высший институт изобразительных искусств (ВИИИ) им. Н. Павловича (ныне Национальная художественная академия) по специальности иллюстрации и дизайна книги (1958). Работал художественным редактором в журналах Нова България (Новая Болгария) и Obzor, дизайнером в Центре промышленной эстетики, а также преподавателем по теории цвета в ВИИИ им. Н. Павловича. С 1961 по 1989 г. был сотрудником в Отделе анимационных фильмов Софийской киностудии в качестве художника-постановщика. После 1991 г. работал фрилансером.
Принимал участия в ряде национальных выставок и международных биеннале графики, иллюстрации и дизайна в Болгарии и за рубежом. Более 1000 его иллюстраций, графики, рисунков, плакатов, почтовых марок и многое другое тиражировано. Является художником-постановщиком 10-и анимационных фильмов, а мультфильмы Сверчок, Воробей и дымоход и Анимато получили призы.
Удостоен звания заслуженного художника (1987) и награждён Государственным орденом Кирилла и Мефодия (1979). Получил множество наград за промышленный дизайн, за плакатную и прикладную графику, за товарные знаки, за сценографию и как художник-постановщик анимационных фильмов.
Умер 26 апреля 2017 года в Софии.